# Берзская волость
Берзская волость (латыш. Bērzes pagasts) — одна из территориальных единиц Добельского края. Находится на границе Спарненской волновой равнины Восточно-Курземской возвышенности с Тирельской и Земгальской равнинами Среднелатвийской низменности.
Граничит с городом Добеле, Добельской, Кримунской, Яунберзской волостями своего края, а также с Ливберзской и Глудской волостями Елгавского края.
Наиболее крупные населённые пункты Берзской волости: Шкибе (волостной центр), Милтини, Берзе, Виркус, Ринчи.
По территории волости протекают реки: Алаве, Берзе, Гаурата, Пиенава.
Наивысшая точка: 28,2 м.
Национальный состав: 75,4 % — латыши, 9,7 % — русские, 7,8 % — белорусы, 2,4 % — литовцы, 2 % — украинцы, 1,4 % — поляки.
Волость пересекают автомобильные дороги Добеле — Рига, Елгава — Добеле, внутренние дороги имеют протяжённость 67 км.

## История
В письменных источниках впервые упоминается в 1492 году. В XVII веке здесь производили ткань и парусину. До 1939 года волость именовалась Берзмуйжской, а во времена Российской империи — Берсгофской.
После Второй мировой войны были организованы совхоз «Шкибе» и 2 колхоза, ликвидированные в начале 1990-х годов.
В 1945 году в Шкибской волости Елгавского уезда был образован Ауструмский сельский совет. В 1949 году произошла отмена волостного деления и Ауструмский сельсовет входил в состав Добельского района.
В 1958 году к Ауструмскому сельсовету была присоединена территория ликвидированного колхоза им. Мичурина Шкибского сельсовета. В 1963 — территория колхоза «Накотне» Ауструмского сельсовета была передана в подчинение Лиелберзскому сельсовету. В 1965, 1968, 1971, 1977 и 1979 годах последовали ещё ряд обменов территориями с соседними сельсоветами.
В 1990 году Ауструмский сельсовет был реорганизован в Берзскую волость, при этом большая часть территории прежней волости составила Яунберзскую волость. В 2009 году, по окончании латвийской административно-территориальной реформы, Берзская волость вошла в состав Добельского края.
В 2007 году в волости находилось 10 экономически активных предприятий, 683 частных хозяйства, Берзская основная школа, 2 библиотеки, дом культуры, мемориальный музей К. Улманиса «Пикшас», 3 фельдшерских и акушерских пункта, 3 почтовых отделения.

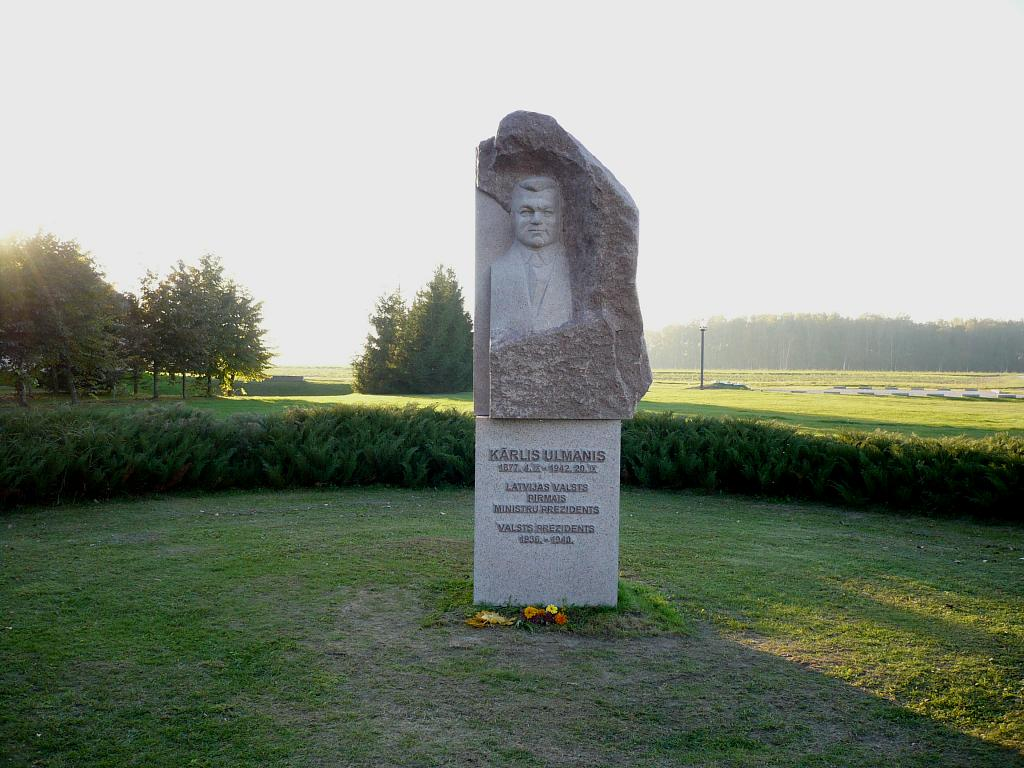
Памятник К. Улманису на хуторе Пикшас

## Известные уроженцы и жители
- Карлис Улманис (1877—1942) — латвийский политический и государственный деятель. Президент Латвии в 1936—1940 годах.